# Porsche 935
Porsche 935 foi um carro de corrida, introduzido em 1976 pela Porsche, como um protótipo adaptado do Porsche 911 para respeitar as regras da FIA-Group 5. Foi uma evolução do Porsche Carrera RSR, que marcou 2º lugar geral de 24 Horas de Le Mans 1974.
Começando em 1977, a Porsche ofereceu o 935 para os clientes que entraram no Campeonato Mundial de corridas (WSC), no campeonato IMSA GT e no alemão Deutsche Rennsport Meisterschaft (DRM). O 935 passou a ganhar as 24 Horas de Le Mans 1979 em geral, e outras corridas de resistência importantes, incluindo Sebring, Daytona, e os 1000 km de Nürburgring. Das 370 corridas que ele foi inserido, ganhou apenas 123.
O protótipo foi descontinuado em 1982, quando as regras estipuladas pela FIA já não se adequavam mais aos critérios do véiculo, rebaixando um total de 5 classes de corrida, para apenas 3 classes. Outro motivo que gerou a sua descontinuação foi demanda cada vez mais alta, de veículos específicos para cada equipe, o que gerou o seu abandono.